# USS Baltimore (CA-68)
USS Baltimore (CA-68) là một tàu tuần dương hạng nặng của Hải quân Hoa Kỳ, là chiếc dẫn đầu của lớp tàu mang tên nó được hoàn tất trong Chiến tranh Thế giới thứ hai. Nó là chiếc tàu chiến thứ năm của Hải quân Mỹ được đặt cái tên này, theo tên thành phố Baltimore thuộc tiểu bang Maryland. Nó đã hoạt động trong giai đoạn sau của cuộc xung đột tại Mặt trận Thái Bình Dương, ngừng hoạt động không lâu sau khi chiến tranh kết thúc, rồi lại tiếp tục phục vụ trong giai đoạn 1951-1956 trước khi được xóa đăng bạ năm 1971 và bị tháo dỡ vào năm 1972. Baltimore được tặng thưởng chín Ngôi sao Chiến trận do thành tích phục vụ tại Thái Bình Dương trong Thế Chiến II.

## Thiết kế và chế tạo

### Thiết kế
Sau khi những giới hạn về tải trọng của tàu tuần dương hạng nặng do Hiệp ước Hải quân Washington quy định được dỡ bỏ, lớp Baltimore được thiết kế về căn bản dựa trên chiếc USS Wichita, và một phần cũng dựa trên lớp tàu tuần dương hạng nhẹ lớp Cleveland đang được chế tạo. Những chiếc Baltimore có trong lượng choán nước tiêu chuẩn lên đến 14.500 tấn Anh (14.733 t), và trang bị chín khẩu pháo 8 in (200 mm) trên ba tháp pháo ba nòng. So với lớp Wichita, vũ khí phòng không hạng nhẹ tiếp tục được tăng cường: 12 khẩu đội Bofors 40 mm bốn nòng (tổng cộng 48 nòng pháo) cùng với 20-28 khẩu Oerlikon 20 mm. Sau Thế chiến II, pháo phòng không 20 mm bị tháo dỡ do kém hiệu quả, và pháo Bofors 40 mm được thay thế bằng pháo 3-inch/50-caliber trong thập niên 1950.

### Chế tạo
Baltimore được đặt lườn vào ngày 26 tháng 5 năm 1941 tại xưởng đóng tàu của hãng Bethlehem Steel Company tại Fore River, Massachusetts. Con tàu được hạ thủy vào ngày 28 tháng 7 năm 1942 và được đỡ đầu bởi bà Howard W. Jackson, phu nhân Thị trưởng thành phố Baltimore. Nó được cho nhập biên chế vào ngày 15 tháng 4 năm 1943 dưới quyền chỉ huy của hạm trưởng, Đại tá Hải quân Walter Carson Calhoun, và được điều động về Hạm đội Thái Bình Dương.

## Lịch sử hoạt động

### Chiến tranh Thế giới thứ hai
Từ tháng 11 năm 1943 đến tháng 6 năm 1944, Baltimore là một đơn vị của lực lượng bắn pháo và yểm trợ đã tham gia cuộc đổ bộ lên quần đảo Makin từ ngày 20 tháng 11 đến ngày4 tháng 12 năm 1943; tấn công Kwajalein từ ngày 29 tháng 1 đến ngày 8 tháng 12 năm 1944, Chiến dịch Hailstone nhằm không kích Truk trong các ngày 16-17 tháng 2; và cuộc chiếm đóng Eniwetok từ ngày 17 tháng 2 đến ngày 2 tháng 3. Vào ngày 17 tháng 2, Trung úy Hải quân Denver M. Baxter lái một thủy phi cơ OS2U Kingfisher xuất phát từ Baltimore, dưới sự yểm trợ của hai chiếc F6F Hellcat, đã cứu được Trung úy George M. Blair thuộc Phi đội VF-9 ở địa điểm cách đảo Dublon không đầy 5.400 m (6.000 yard) bên trong vũng biển Truk do chiếc Hellcat của mình bị hỏa lực phòng không bắn rơi.
Baltimore tiếp tục bắn pháo hỗ trợ cho cuộc tấn công quần đảo Mariana trong các ngày 21-22 tháng 2, xuống Palau-Yap-Ulithi-Woleai từ ngày 30 tháng 3 đến ngày 1 tháng 4; cuộc đổ bộ lên Hollandia (ngày nay là Jayapura) trong các ngày 21-24 tháng 4; không kích Truk-Satawan-Ponape từ ngày 29 tháng 4 đến ngày 1 tháng 5; không kích xuống đảo Marcus ngày 19-20 tháng 5 và đảo Wake ngày 23 tháng 5; cuộc tấn công Saipan từ ngày 11 đến ngày 24 tháng 6; và Trận chiến biển Philippine trong các ngày 19 và 20 tháng 6.
Quay trở về Hoa Kỳ vào tháng 7 năm 1944, Baltimore đón Tổng thống Franklin D. Roosevelt cùng đoàn tùy tùng lên tàu để đưa đến Trân Châu Cảng. Sau cuộc gặp gỡ cùng Đô đốc Chester Nimitz và Đại tướng Douglas MacArthur, Tổng thống được Baltimore đưa đến Alaska nơi ông rời tàu vào ngày 9 tháng 8 năm 1944.
Quay trở lại khu vực chiến sự vào tháng 11 năm 1944, Baltimore được bố trí vào Đệ Tam hạm đội và đã tham gia vào các cuộc tấn công Luzon trong các ngày 14-16 tháng 12 năm 1944 và 6-7 tháng 1 năm 1945; xuống Đài Loan trong các ngày 3-4, 9, 15 và 21 tháng 1; bờ biển Trung Quốc trong các ngày 12 và 16 tháng 1; và xuống Okinawa trong ngày 22 tháng 1. Vào ngày 26 tháng 1 nó gia nhập Đệ Ngũ hạm đội cho các hoạt động sau cùng trong chiến tranh: tấn công đảo Honshū trong các ngày 16-17 tháng 2; Chiến dịch Iwo Jima từ ngày 19 tháng 2 đến ngày 5 tháng 3; và các cuộc không kích của Đệ Ngũ hạm đội hỗ trợ cho Chiến dịch Okinawa từ ngày 18 tháng 3 đến ngày 10 tháng 6.

### Sau chiến tranh
Sau khi Nhật Bản chấp nhận đầu hàng vào ngày 15 tháng 8 giúp kết thúc cuộc xung đột, Baltimore tham gia nhiệm vụ "Magic Carpet" hồi hương binh lính Hoa Kỳ từ nước ngoài, rồi nằm trong thành phần lực lượng hải quân phục vụ cho việc chiếm đóng Nhật Bản từ ngày 29 tháng 11 năm 1945 đến ngày 17 tháng 2 năm 1946. Rời Viễn Đông ngày 17 tháng 2 năm 1946, nó quay trở về Hoa Kỳ và được đưa về Hạm đội Dự bị Thái bình Dương tại Bremerton, Washington vào ngày 8 tháng 7 năm 1946.
Baltimore được cho nhập biên chế trở lại vào ngày 28 tháng 11 năm 1951 và được bố trí về Hạm đội Đại Tây Dương. Nó được điều động cùng Đệ Lục hạm đội tại Địa Trung Hải vào mùa Hè những năm 1952, 1953 và 1954. Vào tháng 6 năm 1953 nó đại diện cho Hải quân Hoa Kỳ trong cuộc Duyệt binh hạm đội của Hải quân Hoàng gia Anh tại Spithead, Anh Quốc. Vào ngày 5 tháng 1 năm 1955 nó được chuyển sang Hạm đội Thái Bình Dương, và được bố trí cùng Đệ Thất hạm đội tại Viễn Đông từ tháng 2 đến tháng 8 năm 1955.
Sau khi quay về từ Viễn Đông, Baltimore vào ụ tàu chuẩn bị để được ngừng hoạt động, và nó lại được đưa về Hạm đội Dự bị tại Bremerton vào ngày 31 tháng 5 năm 1956. Nó được rút tên khỏi danh sách Đăng bạ Hải quân vào ngày 15 tháng 2 năm 1971, bị bán vào ngày 10 tháng 5 năm 1972 và được tháo dỡ tại Portland, Oregon sau đó.

## Phần thưởng
Baltimore được tặng thưởng chín Ngôi sao Chiến trận do thành tích phục vụ tại Thái Bình Dương trong Thế Chiến II.
|  |  | Silver star · Bronze star · Bronze star · Bronze star · Bronze star |
|  |  |                                                                     |
|  |  |                                                                     |

| Dãi băng Hoạt động Tác chiến          | Huân chương Chiến dịch Hoa Kỳ                      | Huân chương Chiến dịch Châu Á-Thái Bình Dương với 9 Ngôi sao Chiến trận |
| Huân chương Chiến thắng Thế Chiến II  | Huân chương Phục vụ Chiếm đóng Hải quân (Nhật Bản) | Huân chương Phục vụ Chiếm đóng Hải quân (Đức)                           |
| Huân chương Phục vụ Phòng vệ Quốc gia | Đơn vị Tuyên dương Tổng thống Philippine           | Huân chương Giải phóng Philippine (Philippine)                          |

## Đối tượng tuyên truyền của Bắc Triều Tiên

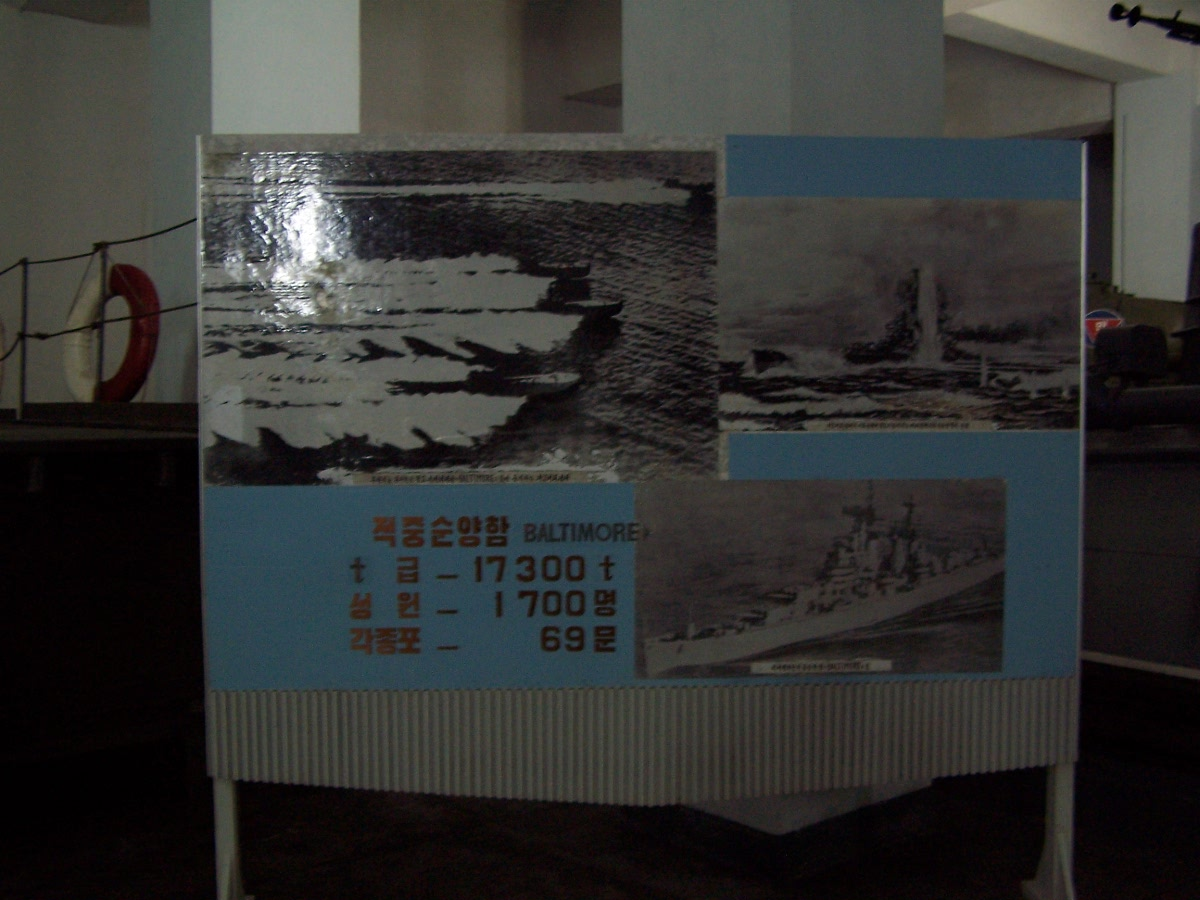
Biển tuyên truyền trong bảo tàng của Bắc Triều Tiên cho rằng đã đánh chìm Baltimore.
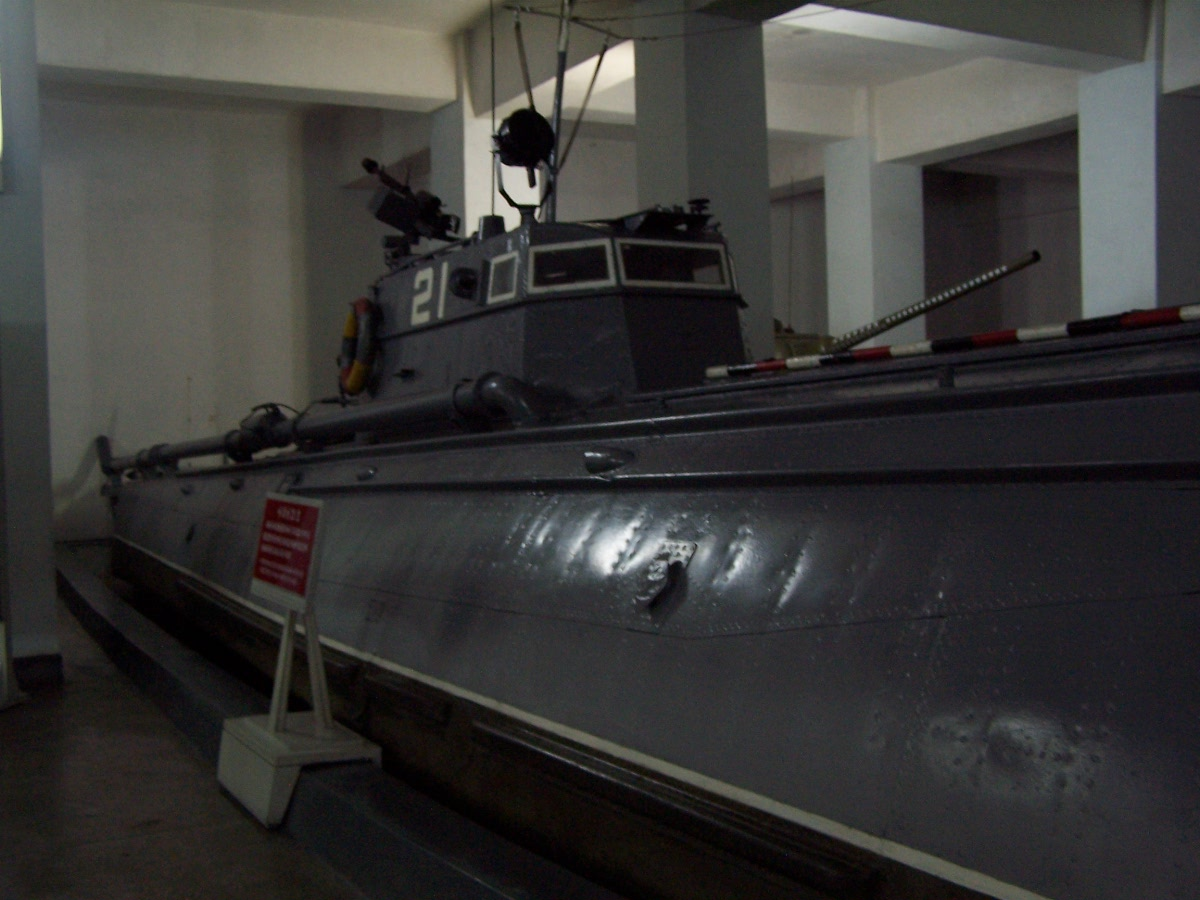
Xuồng phóng lôi mà Bắc Triều Tiên cho là đã có công đánh chìm Baltimore.

Bảo tàng Chiến thắng Chiến tranh giải phóng quê hương tại Bình Nhưỡng, Bắc Triều Tiên, đã trưng bày một biển tuyên truyền cho rằng Baltimore đã bị Hải quân Nhân dân Triều Tiên đánh chìm vào ngày 2 tháng 7 năm 1950; một xuồng phóng lôi có công "đánh chìm" nó cũng được trưng bày tại đây. Trong thực tế, Baltimore chưa bao giờ được bố trí hoạt động trong Chiến tranh Triều Tiên, cũng như chưa từng tham gia hoạt động tác chiến nào sau Chiến tranh Thế giới thứ hai. Trận đánh thực sự diễn ra vào ngày 2 tháng 7 có liên quan đến tàu tuần dương hạng nhẹ USS Juneau cùng với tàu xà-lúp HMS Black Swan và tàu tuần dương HMS Jamaica của Hải quân Hoàng gia Anh, đã cùng nhau tiêu diệt ba trong số bốn xuồng phóng lôi Bắc Triều Tiên đang hộ tống các tàu vận tải tiếp liệu, mà không có hỏa lực bắn trả đáng kể nào từ phía Bắc Triều Tiên.